# Lăpuș
Lăpuș es una comuna ubicada en el distrito de Maramureș, Rumania.

## Superficie
Cuenta con una superficie de 86,55 kilómetros cuadrados.

## Demografía
Hasta 2021 la población era de 3278 habitantes, con una densidad de población de 37,87 habitantes por kilómetro cuadrado.